# AMD FX
AMD FX — це серія високоякісних мікропроцесорів AMD для персональних комп’ютерів, яка дебютувала в 2011 році і була заявлена як перший власний 8-ядерний процесор AMD для настільних ПК. Лінія була представлена з мікроархітектурою Bulldozer під час запуску (кодова назва Zambezi), а потім її змінила похідна Piledriver у 2012 році (кодова назва Vishera). 
Лінійка націлена на конкуренцію з лінійкою процесорів для настільних ПК Intel Core, зокрема архітектурами Sandy Bridge і Ivy Bridge. 
Наступна архітектура AMD, Zen, була випущена в 2017 році під брендом Ryzen, замінивши серію FX і конкуруючи з архітектурою Intel Skylake.

## Історія

### До виходу FX
У роки, що передували лінійці процесорів AMD FX, лінійка процесорів AMD Phenom II і Athlon II, хоча і не перевершувала лінійку Intel Core за вихідною продуктивністю, загалом була конкурентоспроможною, якщо брати до уваги їх ціну. Однак до кінця життєвого циклу Phenom архітектура Intel Sandy Bridge могла забезпечити продуктивність, з якою Phenom II не може конкурувати і близько. Чутки припускали, що лінія FX змінить це, оскільки витік інформації свідчив про покращення продуктивності майбутньої архітектури Bulldozer, на якій базувалася AMD FX. Після його анонсу в четвертому кварталі 2010 року спочатку було багато галасу щодо нової архітектури, оскільки вперше за кілька років вона мала бути конкурентоспроможною з Intel.

### Випуск FX
Серія FX була випущена 12 жовтня 2011 року на архітектурі Bulldozer. На старті продаж лінійка включала 4-ядерний FX 4100 за 115 доларів, 6-ядерний FX 6100 за 165 доларів і 8-ядерний FX 8120 за 205 доларів і FX 8150 за 185 доларів. FX-8100 постачався лише замовникам OEM і не доступний окремо. Наприкінці лютого 2012 року були представлені ще дві моделі FX-4170 і FX-6200. 
Оновлений FX на архітектурі Piledriver було випущено 23 жовтня 2012 року. Лінійка в цей раз включала оновлений 4-ядерний FX 4300 за $122, 6-ядерний FX 6300 за $132 та 8-ядерний FX 8320 за $169 і FX 8350 $ за ціною 195 $.

## Особливості
Згідно з маркетингом AMD, процесори повинні обслуговувати сегмент високого класу і завдяки відкритому множнику забезпечувати високий розгін. У конкурента Intel зазвичай зарезервована для високоякісних процесорів із суфіксів K. Це дозволило користувачам отримати додаткову продуктивність за рахунок підвищення тактової частоти їхнього ЦП. Особистий світовий рекорд з найвищого розгону був досягнутий на FX-8350 з тактовою частотою до 8794,33 МГц.
- 4 «ядра Bulldozer» (двохядерні модулі) у серії FX-8, 3 у серії FX-6 і 2 у серії FX-4, з двома цілими кластерами (ОС бачить як логічні ядра) і спільною плаваючою комою одиниці в кожному «ядрі Bulldozer».
- Усі моделі виготовлені з 8 логічних ядер із простим виробництвом кристалів Orochi, з 938 контактами формата µPGA, AM3+.
- Усі моделі підтримують до 4 модулів DIMM пам’яті DDR3.

На відміну від більшості своїх побратимів Intel, чіпи FX не мали інтегрованої графіки, функція, зарезервована для лінійки процесорів AMD APU. І Zambezi, і Vishera використовували конструкцію модуля, що містить два ядра на одному модулі.
==